# أليس ستريبرني
أليس ستريبرني (الاسم العلمي:Alyssum stribrnyi) هو نوع من النباتات يتبع جنس الأليس من الفصيلة الكرنبية.